# Боярский, Ипатий Прокопович
Ипатий Прокопович Боярский (1911—1996) — работник сельского хозяйства Молдавской ССР, бригадир колхоза «Новая заря», Герой Социалистического Труда (1949).

## Биография
Родился 12 июня 1911 года в селе Валя-Адынкэ Российской империи, позже — Каменского района Молдавской ССР, в семье крестьянина.
Участник Великой Отечественной войны. После войны работал в сельском хозяйстве. В 1948 году бригада Ипатия Боярского собрала в среднем с гектара по 22,2 центнера табака сорта «Трапезонд» на площади 6 гектаров, превысив плановый объём в 2,5 раза.
Умер 2 июня 1996 года в родном селе, ныне Приднестровской Молдавской Республики.

## Награды
- Указом Президиума Верховного Совета СССР от 24 июня 1949 года И. П. Боярскому присвоено звание Героя Социалистического Труда с вручением ордена Ленина и Золотой медали «Серп и Молот».
- Также был награждён медалями, среди которых «За доблестный труд».